# 3 d'abril
El 3 d'abril és el noranta-tresè dia de l'any del calendari gregorià i el noranta-quartè en els anys de traspàs. Queden 272 dies per a finalitzar l'any.

## Esdeveniments
Països Catalans
- 801 - Barcelona: acaba el setge de Barcelona i les tropes de Lluís el Pietós conquereixen la ciutat per l'Imperi Carolingi.[1]
- 1938 - Lleida (el Segrià): els franquistes ocupen la ciutat.
- 2004 - 
  - Figueres (l'Alt Empordà): Lluís Llach i Pascal Comelade, actuen plegats al Teatre Municipal El Jardí.
  - Barcelona: Obre al públic el Trambaix, la xarxa del TRAM que connecta el Baix Llobregat amb Barcelona.
- 2022 - Barcelona: El FC Barcelona aconsegueix, en la seua negociació publicitària, que el català sigui incorporat en la interfície digital de Spotify.

Resta del món
- 1559 - le Cateau-Cambrésis (Picardia, França): França i la monarquia hispànica hi signen el tractat de pau de Cateau-Cambrésis.[2]
- 1860 - els Estats Units: s'hi inaugura el servei postal del Pony Express.
- 1879 - Països Baixos: Abraham Kuyper hi funda el Partit Antirevolucionari.
- 1882 - Estats Units d'Amèrica: el malfactor Jesse James és mort a trets per Robert Ford.
- 1919 - Espanya: el govern aprova la jornada laboral de 8 hores.
- 1948 - Estats Units d'Amèrica: el Congrés aprova el Pla Marshall.
- 1973 - Nova York: Martin Cooper, un enginyer de Motorola, fa la primera trucada amb telèfon mòbil de la història, per anunciar-ho al seu rival de Bell Labs.[3]
- 1979 - Espanya: s'hi fan les primeres eleccions municipals després del franquisme.
- 2004 - Leganés (Madrid, Espanya): set persones relacionades amb l'atemptat de l'11 de març s'immolen dinamitant el pis franc on s'havien refugiat quan els GEO l'anaven a assaltar, i n'assassinen un.
- 2020: els contagis de covid-19 arreu del món superen el milió de persones, quasi la meitat dels quals a Europa.
- 2021 - Fustat, Egipte: Desfilada d'Or dels Faraons

## Naixements
Països Catalans
- 1841 - Móra d'Ebre: Filomena Ferrer i Galzeran, religiosa que impulsà la fundació del convent mínim de Móra.[4]
- 1879 - Girona: Tomàs Carreras i Artau va ser un filòsof, etnòleg i polític català (m. 1954)[5]
- 1890 - Barcelona: Manuel Carrasco i Formiguera, advocat i polític català (m. 1938).[6]
- 1906 - Castellfollit de la Roca: Francesca Casaponsa, metgessa de la Bisbal, primera col·legiada a Girona (m. 1990).[7]
- 1909 - Barcelona: Carme Serrallonga i Calafell, pedagoga i traductora catalana (m. 1997).[8]
- 1910 - Barcelona: Adela Piera Escofet, gimnasta i pionera de l'esport femení a Catalunya (m. 2008).[9]
- 1916 - Barcelona: Joaquima Andreu Espinosa, atleta catalana.[10]
- 1924 - Perpinyà, Rosselló: Max Havart, compositor català de sardanes (m. 2006).[11]
- 1926 - Guantánamo, Cuba: Lolita Mirabent i Muntané, bibliotecària que visqué i exercí com a tal a Sitges (m. 2014).[12]
- 1952 - Girona: Mariàngela Vilallonga, catedràtica de filologia llatina, membre de l'IEC, ha estat Consellera de la Generalitat de Catalunya.[13]
- 1962 - Barcelona: Sílvia Romero i Olea, escriptora catalana.[14]
- 1963 - la Seu d'Urgell: Ester Capella, advocada i política catalana, ha estat senadora, diputada i Consellera de la Generalitat de Catalunya.[15]
- 1964 - 
  - Oliva (la Safor) - Enric Morera, polític valencià del BLOC.[16]
  - Catarroja, l'Horta: Maria Jesús Yago Casas, filòloga, professora, poetessa valenciana.[17]
- 1967 - Xàtiva: María José Masip Sanchis, metgessa i política valenciana, ha estat diputada a les Corts Valencianes.

Resta del món
- 1540 - Florència, Ducat de Florència: Maria de Cosme de Mèdici, princesa membre de la dinastia Mèdici (m. 1557).[18]
- 1593 - Montgomery, Powys, Gal·les: George Herbert, prevere anglicà gal·lès, poeta en anglès. És venerat com a sant per l'anglicanisme i el luteranisme (m. 1633).[19]
- 1812 - Palerm: Lluïsa d'Orleans, reina dels belgues (m. 1850).
- 1879 - Ferrara, Itàlia: Tina Poli-Randaccio, soprano italiana (m. 1956).[20]
- 1881 - Pieve Tesino (I. austrohongarès) - Alcide De Gasperi, polític italià que fou President (1946) i primer ministre d'Itàlia (1945-1953) (m. 1954).[21]
- 1905 - Le Vieux-Marché: Anjela Duval, poeta bretona (m. 1981).[22]
- 1915 - Apeldoorn (Països Baixos) - Piet de Jong, primer ministre dels Països Baixos (1967-1971).
- 1922 - Cincinnati (Ohio): Doris Day, actriu, cantant i activista dels drets dels animals estatunidenca.[23]
- 1924 - Omaha (Nebraska, EUA) - Marlon Brando, actor estatunidenc (m. 2004).[24]
- 1930 - Ludwigshafen (Alemanya) - Helmut Kohl, polític alemany canceller d'Alemanya (1982-1998) (m. 2017)[25]
- 1934 - Londres (Anglaterra): Jane Goodall, primatòloga, etnòloga i antropòloga anglesa.[26]
- 1946 - 
  - Pleszew, Polònia: Hanna Suchocka, política polonesa, ha estat Ministra de Justícia i Primera Ministra de Polònia.[27]
  - Madrid: Marisa Paredes, actriu espanyola de teatre i televisió amb una extensa trajectòria a Espanya, Itàlia i França (m. 2024).[28]
- 1956 - Cartagena (Espanya) - Eduardo Zaplana, polític espanyol president de la Generalitat Valenciana (1995-2002) i ministre del govern espanyol (2002-2004).
- 1958 - 
  - Amityville (Nova York, EUA) - Alec Baldwin, actor estatunidenc.
  - Denver, Colorado: Francesca Woodman, fotògrafa estatunidenca dins l'avantguarda feminista dels anys 70 (m. 1981).[29]
- 1961 - Brooklyn (Nova York, EUA) - Eddie Murphy, actor estatunidenc.
- 1963 - Teheran: Nasrin Sotoudeh, advocada i activista política iraniana, defensora dels drets humans.
- 1971 - Riga, Letònia (aleshores Unió Soviètica)ː Dace Melbārde, política letona, eurodiputada, fou ministra de Cultura.[30]
- 1985 - Londres (Anglaterra): Leona Lewis, cantant anglesa.

## Necrològiques
Països Catalans
- 1891 - Barcelona: Dorotea de Chopitea, va ser una laica salesiana xilena i catalana, promotora d'obres socials (n. 1816).[31]
- 1919 - Barcelona: Modest Urgell i Inglada, també conegut pel pseudònim de Katúfol, fou un pintor i autor teatral català.
- 1929 - Sabadell: Antoni Cusidó i Cañellas, industrial tèxtil i regidor municipal de Sabadell.
- 1924 - València: Josep Martínez Aloy, historiador i polític valencià (n. 1855).
- 1942 - Buenos Aires: Irene Polo, periodista, publicista i representant teatral catalana.[32]
- 1954 - Barcelona: Maria Morera i Franco, actriu catalana de dilatada carrera (n. 1872).[33]
- 1997 - Palma: Maria Dolors Cortey de Ribot, escriptora catalana.[34]
- 2020 - Barcelona: Eulàlia Amorós Solà, pedagoga i poeta reusenca (n. 1925).[35]
- 2024 - Joan Guerrero, fotoperiodista català (n. 1940).[36]

Resta del món
- 33 - Jerusalem, Judea: Jesús de Natzaret, crucificat per la cohort de Ponç Pilat a instàncies del Sanedrí (data més probable).
- 1868 - Estocolm, Suècia: Franz Berwald, compositior suec (m. 1868).[37]
- 1880 - Varsòvia, Polònia: Felicita von Vestvali, cantant i actriu dramàtica alemanya.[38]
- 1882 - Jesse James, guerriller i bandoler sudista, és assassinat al seu amagatall per Bob Ford d'un tret a l'esquena.
- 1897 - Viena, Àustria: Johannes Brahms, compositor alemany (63 anys) (n. 1833).[39]
- 1930 - Londres, Anglaterra: Emma Albani, cantant quebequesa (n. 1847).
- 1932 - Leipzig, Alemanya: Wilhelm Ostwald, químic alemany, Premi Nobel de Química de 1909 (n. 1853).[40]
- 1941 - Budapest (Hongria): PálTéleki, Pál Janos Ede, comte Teleki de Szék (en hongarès: Teleki Pál), polític hongarès, dues vegades primer ministre. (n. 1879)[25]
- 1950 - Nova York, EUA: Kurt Weill, compositor alemany d'origen jueu, posteriorment nacionalitzat estatunidenc (n. 1900)(50 anys).[41]
- 1971 - Höllriegelskreuth, Alemanya: Gertrud Kappel, cantant d'òpera alemanya, especialista en les òperes de Wagner (n. 1884).[42]
- 1975 - Londres: Mary Ure, actriu de teatre i de cinema escocesa (n. 1933).
- 1990 - Los Angeles: Sarah Vaughan, cantant nord-americana, una de les veus femenines més importants i influents del jazz (n. 1924).[43]
- 1991 - Vevey, cantó de Vaud, Suïssa: Henry Graham Greene, novel·lista anglès (n. 1904).[44]
- 1998 - Northamptonshire, Anglaterra: Mary Cartwright, matemàtica britànica, primera dona a presidir la London Mathematical Society (n. 1900).[45]
- 2007 - Birkenhead, Cheshire (Anglaterra): Marion Eames, novel·lista i productora de ràdio gal·lesa (n. 1921).[46]
- 2013 - Manhattan: Ruth Prawer Jhabvala, novel·lista i guionista britànica d'origen alemany, guanyadora del premi Bafta i Oscar (n. 1927).[47]
- 2020 - Istanbul, Turquia: Helin Bölek, cantant del Grup Yorum, després de 288 dies en vaga de fam.[48]

## Festes i commemoracions
- Onomàstica: sants Nicetas de Bitínia, abat; Josep Himnògraf; Ricard de Chichester, bisbe; Fara de Faremoutiers, abadessa; beats Joan de Penna, franciscà, i Luigi Scrosoppi, fundador; beata Guiomar de Lorvão, germana llega cistercenca; Sixt I; venerable Dorotea de Chopitea, laica; servent de Dëu Josep Maria Vilaseca i Aguilera, prevere i fundador.